# Organização necessária
Organização requerida (OR) ou organização necessária, do inglês "Requisite organization", é um termo e metodologia desenvolvida por Elliott Jaques e Kathryn Cason como resultado da pesquisa em teoria de sistemas estratificados, teoria geral da burocracia, complexidade do trabalho e capacidade humana ao longo de mais de 60 anos.  Embasada na teoria da administração, teoria das organizações e na teoria geral dos sistemas.  Organização requerida é o sistema de organização empresarial que visa a efetiva organização gerencial e liderança gerencial, baseado na aplicação sistemática de pesquisas científicas sobre a natureza do trabalho e a natureza da capacidade individual para o trabalho.

## Definição
Segundo Jaques, “o termo organização necessária significa fazer negócios com eficiência e competitividade, e a liberação da imaginação humana, confiança e satisfação no trabalho”. 
A organização necessária é um sistema projetado para realizar o trabalho com eficácia na produção de bens e serviços valiosos para satisfazer as necessidades públicas e, ao mesmo tempo, alcançar resultados positivos para os negócios por meio da especialização de funções dentro da organização vertical estratificada e hierárquica que é referida pelo por Elliott Jaques como Hierarquia de Responsabilidade Gerencial  : 
- As saídas (outputs) são produzidas continuamente pelo movimento do processo nas funções verticais do sistema.
- O trabalho e a responsabilidade pela realização to trabalho descem sucessivamente por níveis e estratos e um sistema de camadas organizacionais ou estratos de unidades geradoras de linhas de comando é formado.
- Os gerentes responsabilizam os subordinados imediatos por sua própria eficácia pessoal na realização do trabalho e pela produção de seus subordinados. [3]

Organização requerida é uma metodologia de gestão de resultado triplo que revela aspectos disfuncionais de estratégia, sistemas, estruturas, pessoal e então os realinha para atender a complexidade necessária do negócio com o propósito de aumentar e sustentar o valor econômico máximo. 

## Complexidade do negócio
As empresas diferem nos valores que fornecem às suas sociedades e na complexidade dos negócios como sistemas de emprego que criam e fornecem valores com o objetivo de crescer e manter seus resultados.  De acordo com  essa abordagem, quanto maior a complexidade (qualidade e quantidade) de um valor que uma empresa entrega à sociedade, maior o nível de complexidade do negócio que a empresa precisa criar e manter para entregar o valor à sociedade de forma eficaz: 
- Se o nível de valor entregue à sociedade for menor do que a complexidade do negócio, então há uma probabilidade de que a empresa lute para atingir o resultado final positivo mantendo a complexidade do negócio mais alta do que a justificada pela sociedade. [5]
- Se o nível de valor entregue à sociedade for superior à complexidade do negócio, então existe a probabilidade de que a qualidade, a quantidade e a pontualidade do valor entregue pela empresa à sociedade fiquem aquém das expectativas da sociedade e, como resultado, a empresa será capaz de manter o resultado final positivo apenas por um período de curto prazo – baixa sustentabilidade do negócio. [5]

Uma identificação do nível de complexidade do negócio para a empresa é a base da organização necessária, pois todas as outras dimensões de necessidades (Estratégia, Sistemas, Estrutura, Equipe) estão alinhadas ao nível de complexidade do negócio.  Na Organização Necessária, as empresas são classificadas em oito níveis de complexidade de negócios com base em critérios como tipo de cadeia de valor (única ou múltipla), geografia dos ativos (local, regional, nacional, internacional, global), receita operacional, etc. 
Por exemplo, para uma Empresa Internacional de Nível 6 com uma única cadeia de valor em vários países, a seguinte hierarquia estratificada de unidades de resultados pode ser considerada ideal, com base no modelo da "Organização Requerida": 
- Unidade de Resultado Corporativo (Estrato VI);
- Unidade de resultados de negócios (Estrato V);
- Unidade de Resultado de Produção (Estrato IV);
- Unidade Operacional ou de Reconhecimento Mútuo Estrato III (Unidade de Resultados Finais);
- Equipes de Saída do Estrato II ou Unidade de Resultado de Conhecimento Mútuo de Primeira Linha;
- Estrato I - Funcionários diretos das linhas de saída (outputs), unidade de controle final. Esse é o nível que sustenta a ideia-chave da "organização requerida" de que cada funcionário contribui para o resultado final do negócio e a importância de um funcionário trabalhar em todo o seu potencial. [7]

## Instituto Internacional da Organização
O "Instituto Internacional da Organização Requerida" (Requisite Organization International Institute), sediado nos EUA foi fundado em 1999 por Jaques e Cason  para continuar o desenvolvimento e a expansão da pesquisa sobre a aplicação de requisitos de organização. No Décimo livro de Jacques intitulado "Uma teoria geral da burocracia" (1976) integra 25 anos de pesquisa científica básica sustentando a teoria do sistema estratificado. Outros 27 anos de pesquisa e 11 livros relatando as descobertas feitas por Jacques e seus colegas formam a base da pesquisa e desenvolvimento do instituto. 